# Rogówko (Ermland-Mazurië)
Rogówko (Duits: Rogowken; 1938-1945: Roggenfelde) is een plaats in het Poolse woiwodschap Ermland-Mazurië, in het district Olecki. De plaats maakt deel uit van de landgemeente Kowale Oleckie.